# Schizophrenia (Wayne Shorter)
Schizophrenia è un album di Wayne Shorter, pubblicato dalla Blue Note Records nel 1967. Il disco fu registrato il 10 marzo 1967 al "Rudy Van Gelder Studio" di Englewood Cliffs, New Jersey (Stati Uniti).

## Tracce
Lato A
1. Tom Thumb – 6:15 (Wayne Shorter)
2. Go – 4:52 (Wayne Shorter)
3. Schizophrenia – 6:59 (Wayne Shorter)

Lato B
1. Kryptonite – 6:25 (James Spaulding)
2. Miyako – 5:55 (Wayne Shorter)
3. Playground – 6:20 (Wayne Shorter)

## Musicisti
- Wayne Shorter  - sassofono tenore
- James Spaulding  - sassofono alto, flauto
- Herbie Hancock  - pianoforte
- Curtis Fuller  - trombone
- Ron Carter  - contrabbasso
- Joe Chambers  - batteria